# Teatro Metropolitano Astra
Il Teatro Metropolitano Astra è un teatro situato a San Donà di Piave.

## Storia
Il teatro venne costruito nel 1885 per iniziativa di privati col nome di “Teatro Sociale”, ma successivamente venne distrutto dai bombardamenti della prima guerra mondiale. Ricostruito e inaugurato più tardi il 22 settembre 1921 e rinominato col nome di "Teatro Verdi", venne distrutto nuovamente durante la Seconda Guerra Mondiale. Venne ricostruito per la seconda volta nel 1951 e ribattezzato col nome di "Cinema Teatro Astra". L'edificio fu sede di numerose ed importanti rassegne musicali e teatrali. 
Per molto tempo, il Cinema Teatro è rimasto chiuso fino alla decisione di demolirlo per erigerne uno più grande e moderno. I lavori sono iniziati nei primi mesi del 2014 e portati a termine verso la metà di ottobre dello stesso anno. Il progetto di ricostruzione è stato guidato dall'architetto portoghese Gonçalo Byrne. La completa ricostruzione dell'edificio è costata tra gli 8-10 milioni di euro.
L’inaugurazione è avvenuta il 21 dicembre 2014.

## Struttura interna
L'interno del teatro è costituito dal palcoscenico (180 m²), dalla platea che conta 326 posti disponibili che arrivano a ridosso del palcoscenico e dalla galleria che conta 172 poltrone disponibili. Il pavimento del foyer è in trachite.

## Struttura esterna
L'esterno del teatro è una struttura a forma di parallelepipedo formato da blocchi di cemento armato di colore roseo con delle vetrate poste alla base dell'edificio, vicino all'entrata. In alto a sinistra si può notare la scritta "Astra Teatro Metropolitano". Sul tetto sono presenti 4 evacuatori di fumo e calore.
La struttura è alta 22,70 metri.